# Джантура (Орегон)
Джантура (англ. Juntura) — переписна місцевість (CDP) в США, в окрузі Малер штату Орегон. Населення — 39 осіб (2020).

## Географія
Джантура розташована за координатами 43°44′55″ пн. ш. 118°4′44″ зх. д. / 43.74861° пн. ш. 118.07889° зх. д. (43.748684, -118.078841).  За даними Бюро перепису населення США в 2010 році переписна місцевість мала площу 5,93 км², уся площа — суходіл.

## Демографія
Згідно з переписом 2010 року, у переписній місцевості мешкало 57 осіб у 24 домогосподарствах у складі 11 родини. Густота населення становила 10 осіб/км².  Було 44 помешкання (7/км²).
Расовий склад населення:
| - 63,2 % — білих - 3,5 % — корінних американців - 31,6 % — осіб інших рас |

До двох чи більше рас належало 1,8 %. Частка іспаномовних становила 31,6 % від усіх жителів.
За віковим діапазоном населення розподілялося таким чином: 31,6 % — особи молодші 18 років, 49,1 % — особи у віці 18—64 років, 19,3 % — особи у віці 65 років та старші. Медіана віку мешканця становила 36,5 року. На 100 осіб жіночої статі у переписній місцевості припадало 83,9 чоловіків;  на 100 жінок у віці від 18 років та старших — 77,3 чоловіків також старших 18 років.
За межею бідності перебувало 18,9 % осіб, у тому числі 25,0 % дітей у віці до 18 років та 0,0 % осіб у віці 65 років та старших.
Цивільне працевлаштоване населення становило 14 особи. Основні галузі зайнятості: мистецтво, розваги та відпочинок — 28,6 %, науковці, спеціалісти, менеджери — 21,4 %, будівництво — 21,4 %.